# Kapajówka
Kapajówka, Kopajówka (biał. Капаеўка, Капаюўка Kapajeuka, Kapajuuka, ros. Копаевка Kapajewka, ukr. Копаївка Kopajiwka) – rzeka w północno-zachodniej Ukrainie (obwód wołyński) i południowo-zachodniej Białorusi (obwód brzeski), prawy dopływ Bugu w zlewisku Morza Bałtyckiego. Długość – 39 km (19,5 km na Ukrainie, 19,5 km na Białorusi), powierzchnia zlewni – 264 km², średni przepływ u ujścia – 0,9 m³/s, średni spadek – 0,5‰. W górnym biegu skanalizowana, w średnim i dolnym biegu szerokość 1–3 m. Źródła w okolicy Jezior Szackich na Ukrainie, płynie na północny wschód, uchodzi do Bugu koło wsi Leplewka (niedaleko Sławatycz po stronie polskiej). 
Źródło: 
- река Копаевка. poseidon.by. [zarchiwizowane z tego adresu (2012-12-10)]. w Белорусский Посейдон (biał. / ros.)